# Кангасъярви
Ка́нгасъя́рви (фин. Kangasjärvi) — озеро на территориях Хаапалампинского сельского поселения Сортавальского района Республики Карелия и муниципалитета Китеэ области Северная Карелия Республики Финляндия.

## Общие сведения
Площадь озера — 3,6 км², площадь бассейна — 388 км². Располагается на высоте 67,4 метров над уровнем моря.
По водоёму проходит Российско-финляндская граница, деля озеро в соотношении, приблизительно, 1:5.
Форма озера овальная, чуть вытянутая с северо-запада на юго-восток. Берега каменисто-песчаные, отчасти заболоченные.

С севера в озеро втекает, а с юга вытекает река Китенйоки.
На северо-востоке озера расположен один единственный небольшой безымянный остров.
Населённые пункты близ озера отсутствуют.
Код водного объекта в государственном водном реестре — 01040300211102000013230.
Название озера переводится с финского языка как «озеро с верещатником».